# 1931年江淮水災

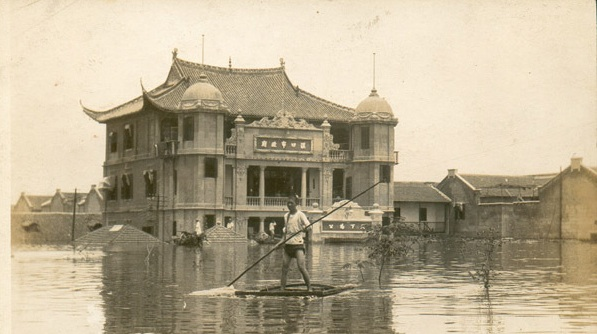
1931年江淮水灾后漢口市政府門前

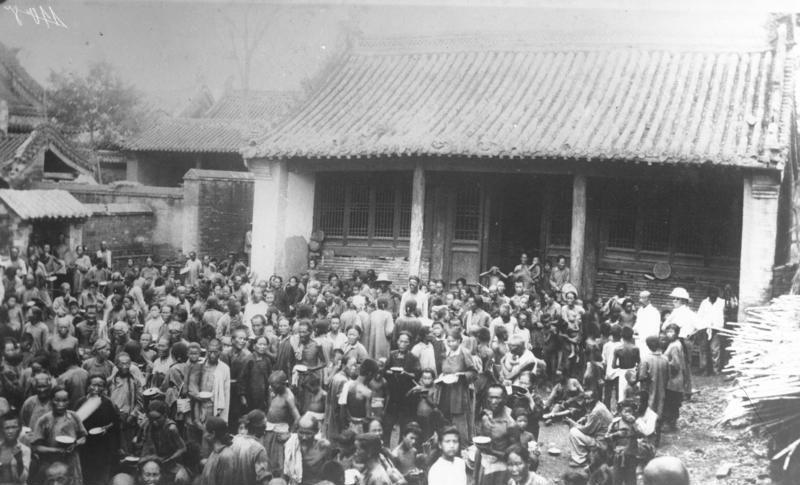
1931年8月，大水后等待国际红十字会救济的难民

1931年江淮水災指该年夏季在中国长江、淮河流域发生的洪水。6—8月江淮流域降雨日数多达35—50天，其间大雨暴雨不断，造成大范围的水灾。最嚴重是8月26日凌晨5時許江蘇高郵里运河大堤決堤。全國共15萬人淹死。如包含病死、餓死的總死亡數字，有案可查的為422,499人，官方報告考慮漏報情形而估計有200萬人。灾民5311—6000萬人不等，受灾区域达16省672县。農田涝災至1932年春退水，造成饥荒、蝗灾、霍乱，「水中屍骸积久腐坏，一经烈日之薰蒸......高邮、邵伯、泰县、东台、泰兴等处，霍乱流行」。在1931年冬天「农民均栖息于水中」，「秋收绝望，来年也无力耕种」。165萬人逃荒。飢荒以安徽北部最嚴重。包含病死、餓死的總死亡數字，以安徽省、河南省死人最多。
時任中華民國國民政府主席蔣介石在洪水時忙於第三次江西剿共，先在7月23日通電《告全国同胞一致安内攘外》，9月1日再通電《呼吁弭乱救灾》指「天然灾授，非人力所能捍御」、「中正惟有一素志，全力剿赤，不计其他」。賑災實際由上海租界青幫大亨杜月笙在背後向上海工商界打關係、募款、並在上海发起戲曲義演、赛马募捐，其募款和個人捐款累計53萬元，佔国民政府水灾救济委员会所募的20.3%，「为水灾做出的贡献无人能出其右」。1931年正值黃金十年，留下很多水災歷史照片。

## 汛情

### 降雨
華中地區1930年冬季大雪，1931年從春季開始就下大雨。4月，湘江、赣江上游月降雨量在300mm以上，是常年同期的1.5至2倍。6月下旬至7月的梅雨期间，雨带长期维持在江、淮流域，其中6月底至7月上旬洞庭湖水系与唐白河流域均发生大暴雨；7月下旬长江下游及湘西澧水流域、沅江流域均出现大强度暴雨。華中7月就發生了7次颱風（一年平均兩次），長江沿岸4個氣象站7月的降雨量為600mm，西藏高原的融雪使長江水量更大。淮河流域7月雨量亦是同期的2-3.5倍。8月上旬梅雨季结束后雨带北移，黄淮之间、汉江下游以及川西又出现强降雨。

### 洪水
1931年长江汛期开始较早。4月23日湘江长沙站录得全年最大洪峰12500立方米/秒，4月26日赣江外洲站出现全年最高水位23.38米。4月中旬至5月，长江中下游水位迅速上涨，至6月涨势方才平缓。7月5日后长江干流水位再次迅速上涨。8月初中下游洪水与川水、汉江洪水遭遇，8月19日漢口錄得最高水位28.28米，水位超警戒1.98米，比汉口江滩高平均1.8米，流量59900立方米/秒。洪峰9月到达下游，南京于9月15日达到最高水位9.29米，超警戒0.79米。汉口以下各站水位在大范围降雨结束后缓慢退落，水位超警戒时长达到2-3个月。
7-8月，淮河干支流先后出现最大洪水，干流洪水历时长达4个月。8月9日，中渡录得最大流量16200立方米/秒。

## 灾情
1931年8月10日上海《申报》报道：「5月至8月（註：至8月9日），苏皖鲁豫诸省发生特大洪灾，江苏16县受灾面积17,424平方公里，受灾户数410750户，受灾人口1,035,551人，迁移人口38,200人，死之908人，财产损失24,871,118元。」
長江以北的淮河同時發生水災，導致京杭大運河在高郵湖附近的堤防崩潰，8月26日凌晨约有20萬人在睡夢中淹死。

### 湖南
1931年洞庭湖水系的湘、资、沅、澧发生多次灾害性洪水，其中沅水、澧水流域和洞庭湖滨湖地区受灾最为严重。全省有61个县、636万人受灾，5.4万人死亡。

### 湖北
1931年7月下旬至8月上旬，长江干流、汉江和东荆河先后漫堤、决口88处，江汉平原约500万亩（约3000平方公里）农田被淹，汉江下游的钟祥、荆门、潜江、天门、沔阳和长江沿岸的松滋、公安、江陵、监利受灾严重。武汉市区内水深数尺至丈余，完全未被水淹的区域仅0.5平方公里，市区浸在水中的时间长达3个月。全省有57个县、826万人受灾，6.5万人死亡。

## 后续

### 1932年：澇災、饑荒

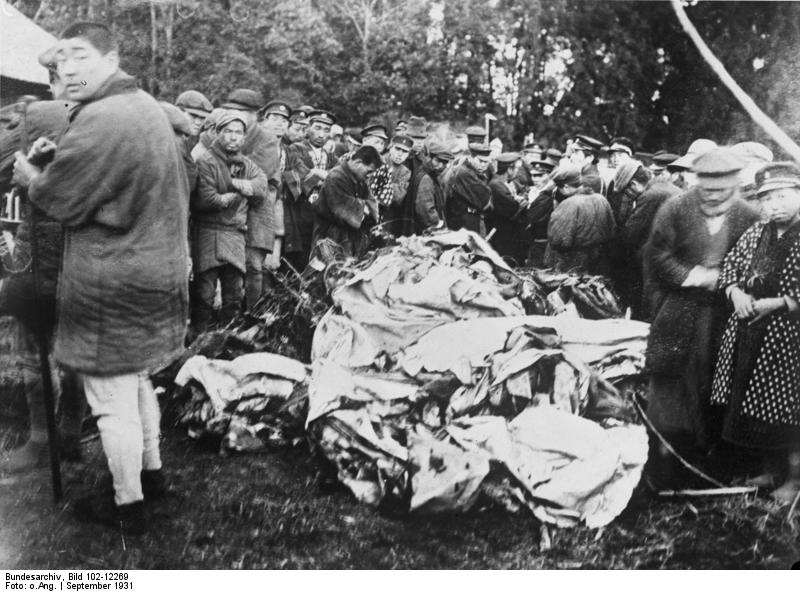
德國報章拍得的水災難民

江蘇泰州城淹水4米，城里半年才退尽了洪水；而里下河平原（江蘇中部平原）到第二年春天才退尽了洪水。
1932年4月23日《申报》载：“江淮云汉诸区，经洪水浩劫后，孑遗之民，无以为生，入春以来，又遭久旱，蔓青不发，即高阜之地，潦退较早，种麦者，亦必待至6月方能收获；种稻者至9、10月，始有收割，在此数月间饥馑殆不可免。安徽、江苏、湖北等省荒情共同，地方元气既伤，人民生机几绝，迩值春荒，于是饿殍遍野。因去岁禾穀被水漂没，无粟可食，乃剥取树皮，磨成粗粉，掺以水藻、草根、树叶等物，蒸而食之，虽难下咽，聊胜枵腹。各河溪沼，凡生产水藻之处，均有主管者昼夜看守，不许他人偷采。水藻上市，每斤售至二百文之多。暮春之时，以树皮、水藻采食殆尽，灾民乃联群结队，纷往田间，剥取大麦苗，回家煮食，因缺乏滋养性，食后面皮无不浮肿。尸骸遍野，无人掩埋，加以天气亢旱不雨，以至时疫流行。穷乡僻壤之所，卫生毫不设备，一旦染疫，速于瓜蔓，一人得病，传染一家，死者无棺盛殓，往往弃尸田野，种种惨情，目不忍睹。棺木出售一空，大小木店概改制棺木。”

### 1932年5月—：霍乱
1932年5月爆發霍亂。
1932年6月2日《大公报》报道：「蝗患，则更形剧烈。至霍乱症传播更广，据国民政府卫生署公布之材料及其他有关报道，受疫者多达30余市县，占全国各省疫区之首者计：上海、南京……泰县、东台、淮阴、淮安、阜宁、盐城、南通、高邮、宿迁、铜山、沭阳等。上年水灾最重之高邮、邵伯两县，受疫亦最惨烈。江苏水灾以江北为最惨，延至次年（註：1932年）春间，水犹未退，农民均栖息于水中，寒暑侵凌，湿气内蕴，加以水中尸骸积久腐坏，一经烈日之薰蒸，疫疠随之发生。高邮、邵伯、泰县、东台、泰兴等处，霍乱流行，传染甚速，尤以高邮、邵伯为最惨，救治稍一俄延，甚至全家毙命。南京下关、徐州（铜山）亦发生虎疫，患之者数小时即行毙命。他如无锡，7月半月中染虎疫者一千八百余人，死者约六七百人。」
1932年10月20日《申报》报道：「由于1928年至1930年的酷旱，1931年的大水，饿殍盈途，引起了一场全国性的以霍乱症为主的大瘟疫，这是本年灾情的重要特点。上海、南京皆甚猖獗，江西尤烈。陇海线沿路俱有疫，潼关最重，蔓延东西，西安一带同受传染，豫西近亦波及。天津扰攘月余，今仍未退，而平绥路之包头、绥远，皆成疫区焉。然此仅著名都会有人注意之地而已，一般内地城乡，虽有疫亦不闻于全国。即概累计算，今夏全国死于虎疫之人民，已将以数十万计。据国民政府卫生署公布至7月底止，山西之霍乱疫区达25县；据该省当局统计，最严重者有16县，仅次于江苏，占全国各省之第二位。5月淮阴、淮安一带，忽发现一类害虫，长约一英寸，体软，有腹足多对，色分青褐，昼伏土中，夜出啮食秋禾及麦叶麦穗，农田秋禾及二麦遭虫伤害者，日益扩大，江苏继上年大水之后，本年转为亢旱，徐海10余县及苏南无锡、常州一带，数月不雨，农田干裂，禾苗枯萎；苏北害虫丛生；霍乱更形猖獗，全境被疫之县镇居全国首位，灾民多达210余万人。江苏系上年被水最重的省分之一，至本年春间，苏北大批灾民仍露宿山岗，无家可归。迨水退之后，又复亢旱不雨，灾祸连结。山东南部江苏北部8月间发生蝗蝻，遍野皆是。秋禾树苗均为食尽，农产物已无收望。津浦列车行经苏鲁，竟为蝗飞满所阻，其灾情之凶猛就可想见了，死者达千人。徐海十二县，亢旱成灾，豆类枯萎，江北不雨，已届三月，刻下江北淮阴、淮安、涟水、泗阳、沐阳、宿迁各县，天晴亢旱，晚麦仍未播种，乡农极盼霓。江北运河逐渐干涸，水运益形不便，而火警频传，日必数起。江南一带，如无锡亦两月不雨，天时亢旱，农田龟裂，常州、南通等属同被干旱。因水旱相继，天时不正，致使虫害丛生。」

## 高郵湖堤防崩潰

### 成因
據高邮市委副书记倪文才的專書考證，有三大直接原因，加上政府管治失當等遠因。
1. 淮河流域连续降雨，高邮湖水暴涨。六七月间遭遇三次大暴雨：6月17-23日，在淮河上游，雨量200毫米以上；7月3-12日，在淮南及高邮湖一带，雨量400毫米以上；7月18-25日，仍在淮南及高邮湖一带，雨量300毫米以上。致使高邮湖、大运河水位暴涨，据运河高邮御码头水位：7月25日8.3米，8月1日9.06米，8月15日9.46米（正常年份为5-6米）。
2. 大风。水借风势，风助水力。8月2日开坝前及26日破堤前，都突然刮起西南风或西北风，26日凌晨高邮湖面西北风达6.3级，发生湖啸，推波助澜，湖水扑打运堤，运堤不堪承受。
3. 运堤失修，春修夏防严重疏忽。治运经费按规定年计40万元（当时货币，下同），而层层截留，上缴很少，虽几经整顿，到大水前的1930年仅收到8.1万元，而且不少并未用在水利上。

其它如水政腐败、体制弊端、人员渎职等也有直接影响，而南京国民政府當時主要精力、财力用于打第三次江西剿共戰爭（發生於同年7-9月，與水災同期），被倪文才批評未能全力组织抗灾。

### 修堤
高郵湖缺堤泱及泰州，美南長老會駐江蘇泰州傳教站首席牧師何伯葵（Thomas Harnsberger）给上海华洋义赈会写了报告，建议堵住高邮决口，不然下游水患不得解決。华洋义赈会董事局同意，1932年2月何伯葵作为义赈会委派的灾后复建的总监，带着40万银元到高邮，工作到該年深秋才离开。佛教徒林隱居士大力資助。由水利工程博士兼國民黨大老王叔相督導。。王叔相召集了15000名工人，純手工（没機器）把堤建起來了。

## 救援、美國參與
美國機師查爾斯·林白在1931年創歷史經阿拉斯加路線横跨太平洋飛行（註：此前皆經夏威夷路線），9月抵達亞洲的漢口，期間航空摄影测量到「很多湖」，稍後才知道是水災，發回災區照片令南京國民政府重視事件。因為他飛機能在水上降落，他自願駕飛機運送救災物資，其中他帶着幾箱醫療物資到達江蘇興化縣，災民誤以為他帶來了糧食，由此他的飛機被一群飢民划着舢舨包圍，他不得不向天鳴槍。

## 死亡統計

### 全國
- 淹死：金陵大學農業經濟教授、美國人卜凱在水災後的1932年考察報告指有15萬。1933年官方報告14萬。[27]
- 「睡夢中（床上）淹死」：1931年8月30日《漢口先驅報》（Hankow Herald）報道在漢口約2,000人在睡夢中被淹死。[28]2006年高邮市委副書記倪文才在專書指在高邮19,300人在睡夢中淹死。[29]

- 有案可查的死亡數：最廣為引用的說法是422,499人，出自清史學家、中國人民大學校長李文海的《中國近代十大災荒》（1994年）。[4]高級工程師骆承政提供了水利部的兩個說法。一，34.5万人死，出自《中国历史大洪水调查资料汇编》（2006年）。[30]二，约40.0万人死，出自《中国大洪水—灾害性洪水述要》（1996年）。[31]

- 考慮到漏報而估計的死亡數：1933年官方報告估計200萬人[5]。西方比較誇張的估計為370萬人。[32][33][34]

- 受災人口。史學家5,311萬（李文海等 1994，第230-231頁），另一估計為5,000-6,000萬（Courtney 2018，第198頁. 該頁腳註10）。1933年官方報告2,500萬人。[27]高級工程師骆承政提供了水利部的兩個說法。一，4800萬人，出自《中国历史大洪水调查资料汇编》（2006年）；二，5,127万人，出自《中国大洪水—灾害性洪水述要》（1996年）

### 各省
因飢荒死亡，最多為安徽北部和河南。水災淹死，以江蘇最多。兩者合算總非正常死亡數字，為安徽、江蘇、河南。李文海等 1994，第230-231頁
- 仅安徽一省就死亡112288人，灾民960余万人
- 長江流域的泄洪區的死亡人數達14.5万人，受災人口2850万人。

## 評論
在重建高郵湖堤壩出了大力的美南長老會傳教士何伯葵，其孫Steve Harnsberger在2007年寫道「1931年這場水災死的人比2004年印度洋海嘯多15倍，但幾乎沒人對此事留下隻言片語。歷史只記得當年的其他災難—中國忙著打第一次國共內戰、日本忙着侵略東北、世界忙着大蕭條。」

## 紀念
賑災傳教士何伯葵死後，其孙Steve Harnsberger在2005年12月30日高郵市文游台文物單位內開設「水鉴馆」，作為「高邮1931年特大洪水及运堤修复展览」圖片展的展廳，CCTV-9紀錄頻道有专题片報導。在75周年，2006年8月26日上午9時半，高郵市水務局在高郵湖畔立石碑揭碑儀式，石碑向何伯葵牧師、水利專家王叔相和執行航空摄影测量任務的查爾斯·林德伯格夫婦致意。
2016年8月25日，高郵市檔案館獲收藏家朱軍華捐贈民國老報紙，「1931年里下河特大水灾老报展」開展。2017年8月25-26日，置於一樓大廳。

## 相關条目
中华民国部分重大单次洪涝灾害
- 1939年天津水灾，因连续暴雨加上日军扒开河堤等因素，天津遭受严重水灾，天津市区百分之八十的地区被洪水所淹。
- 1938年花园口决堤，民國時代另一次水災。國民革命軍阻止日軍西進鄭州而戰略人為缺堤。
- 1935年长江洪水
- 1921年江淮大水

中国历史上部分重大单次洪涝灾害:
- 1975年8月文革期間河南“75·8”水庫溃坝，連帶瘟疫與飢荒24萬死。2005年该事件被美国《探索频道》评为世界历史上最重大的人为技术灾难第一名[42][43]。
- 1954年长江洪水，长江中下游、淮河流域，湘、鄂、赣、皖、苏5省有123个县市受灾，农田受淹4755万亩，受灾人口1888万人，死亡3万余人，京广铁路近100天不能通车。
- 1887年黄河决口，河南郑州下汛十堡（今惠济区花园口镇石桥村）发生黄河决口，致使200多万（一说93万；一说最保守估计150万；一说700万）人罹难。
- 1410年黄河泛滥，明成祖永乐八年的开封水灾，致使1.4万户人口罹难。

其它相关
- 中国水灾史
- 按死亡人数排列的自然灾害列表#十大致命的洪水
- 珍珠橋事件，學生遊行敦促蔣介石在九一八事變後出兵抗日，遭鎮壓數十死
- 黃金十年（1927－1937年）